# Eclipse solar
Un eclipse solar es el fenómeno astronómico que se produce cuando la Luna oculta al Sol visto desde la Tierra. Esto ocurre cuando el Sol, la Luna y la Tierra están alineados. Dicha alineación coincide con la Luna nueva e indica que la Luna está muy cerca del plano de la eclíptica. Los eclipses pueden ser totales, si la luz solar es totalmente ocultada por la Luna, anulares y parciales, si solo una parte del Sol es tapado.
Si la Luna tuviese una órbita perfectamente circular, estuviese más cerca de la Tierra y en el mismo plano orbital, habría eclipses totales cada luna nueva. Sin embargo, puesto que la órbita lunar tiene 5,24 grados de inclinación respecto de la terrestre, su sombra no cubre generalmente la Tierra. Solo si la Luna está cerca del plano de la eclíptica durante una luna nueva, puede ocurrir un eclipse solar. Deben darse condiciones especiales para que los dos hechos coincidan porque la Luna cruza la eclíptica en sus nodos dos veces cada mes dracónico, mientras que las lunas nuevas suceden cada mes sinódico. Por lo tanto, los eclipses solares ocurren solo durante periodos limitados en los que se producen de dos a cinco, habiendo un máximo de dos eclipses totales.
Los eclipses totales son poco frecuentes porque la sincronización de la luna nueva con la alineación de la Luna, el Sol y un observador en la Tierra tiene que ser exacta. Además, la excentricidad de la órbita de la Luna a menudo lleva a esta lo bastante lejos de la Tierra como para que su tamaño aparente no sea lo suficientemente grande como para bloquear al Sol por completo. La totalidad solo se da a lo largo de un estrecho camino sobre la superficie de la Tierra trazado por la sombra lunar.
A pesar de que los eclipses son fenómenos naturales, en algunas culturas antiguas y modernas se explican por causas sobrenaturales o se consideran malos augurios. Un eclipse total puede ser aterrador para personas que no son conscientes de su explicación astronómica, dado que el Sol parece desaparecer durante el día y el cielo se oscurece en cuestión de minutos.
Mirar directamente al Sol puede provocar daños permanentes en los ojos o ceguera, es por esto que para observar un eclipse solar se utilizan protecciones oculares especiales o técnicas de visión indirecta. Es seguro ver la fase total de un eclipse a simple vista, sin protección. Sin embargo, es una práctica peligrosa, ya que la mayoría de las personas no está entrenada para reconocer las fases de un eclipse, que pueden durar más de dos horas, mientras que la fase total solo llega como máximo a los siete minutos y medio y es con frecuencia más corta.

## Tipos de eclipses

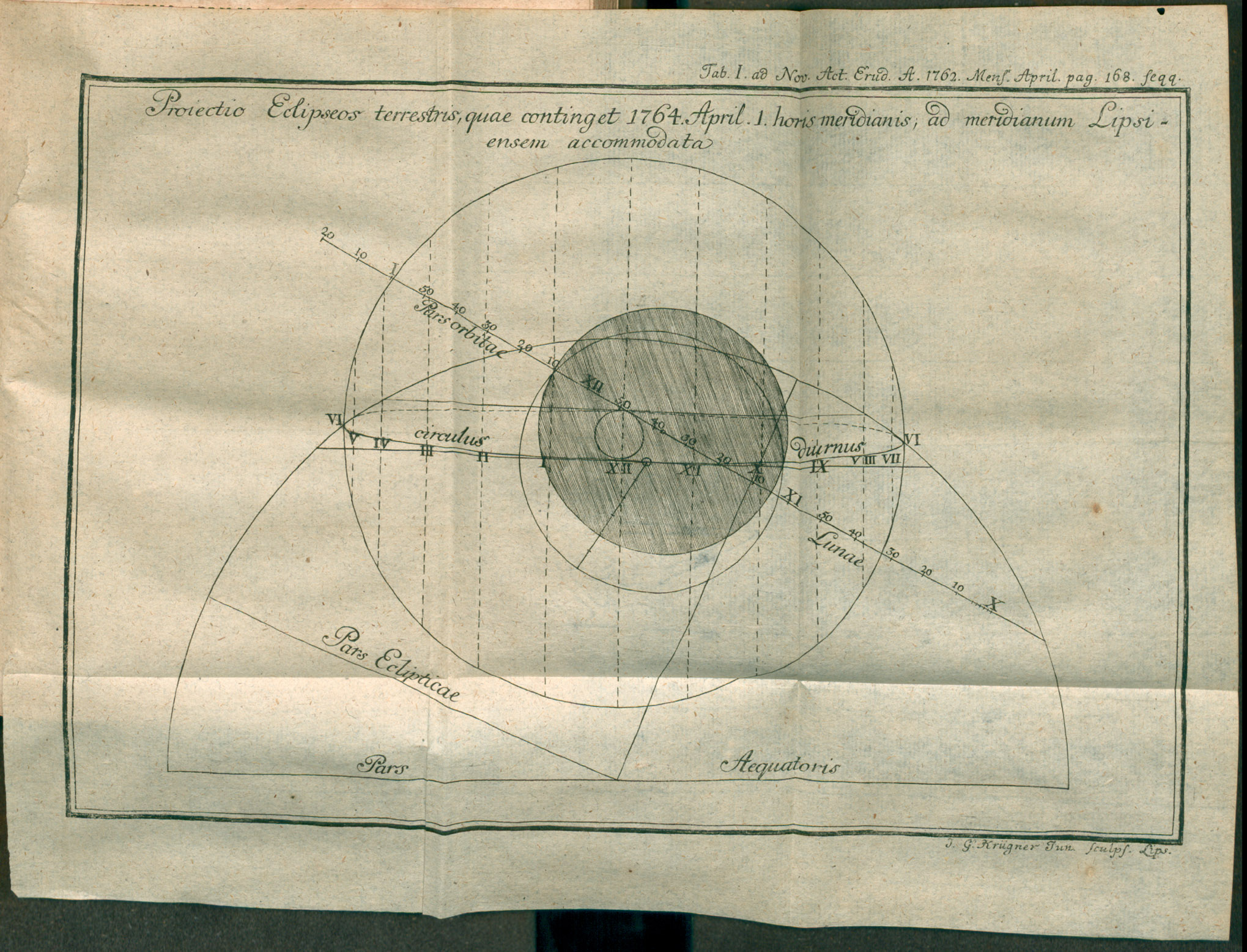
Ilustración de una eclipse solar desde De Magna eclipsi solari, quae continget anno 1764 (Acta eruditorum, 1762).

Existen tres tipos de eclipse solar:
- Parcial: La Luna no cubre por completo el disco solar, apareciendo el medio sol brillante.
- Total: Desde una franja (banda de totalidad) en la superficie de la Tierra, la Luna cubre totalmente el Sol.[1] Fuera de la banda de totalidad el eclipse es parcial. Se verá un eclipse total para los observadores situados en la Tierra que se encuentren dentro del cono de sombra lunar, cuyo diámetro máximo sobre la superficie de nuestro planeta no superará los 270 km, y que se desplaza en dirección este a unos 3200 km/h. La duración de la fase de totalidad puede ser de varios minutos —entre 2 y 7,5—, alcanzando algo más de las dos horas todo el fenómeno, si bien en los eclipses anulares la máxima duración alcanza los 13 minutos y llega a más de cuatro horas en los parciales, teniendo esta zona de totalidad una anchura máxima de 272 km y una longitud máxima de 15 000 km.
- Anular: Ocurre cuando la Luna se encuentra cerca del apogeo y su diámetro angular es menor que el solar, de manera que en la fase máxima permanece visible un anillo del disco del Sol. Esto ocurre en la banda de anularidad; fuera de ella el eclipse es parcial.

Para que se produzca un eclipse solar, la Luna ha de estar en o próxima a uno de sus nodos, y tener la misma longitud celeste que el Sol.
Cada año suceden sin falta dos eclipses de sol, cerca de los nodos de la órbita lunar, si bien pueden suceder cuatro e incluso cinco eclipses. Suceden cinco eclipses solares en un año, cuando el primero de ellos tiene lugar poco tiempo después del primero de enero. Entonces el segundo tendrá lugar en el novilunio siguiente, el tercero y el cuarto sucederán antes de que transcurra medio año, y el quinto tendrá lugar pasados 345 días después del primero, puesto que ese es el número de días que contienen doce meses sinódicos.
Por término medio sucede un eclipse total de sol en el mismo punto terrestre una vez cada 200-300 años. Para que suceda un eclipse de Sol, es preciso que la Luna esté en conjunción inferior (luna nueva) y además que el Sol se encuentre entre los 18°31′ y 15°21′ de uno de los nodos de la órbita lunar.

Geometría de un eclipse total de sol.

La mayor o menor distancia de la Luna a su perigeo va a determinar que el eclipse sea total o anular. Los valores extremos para el perigeo y apogeo lunares en el siglo XXI son los siguientes:
- Perigeo lunar: entre 356 375 km y 370 350 km
- Apogeo lunar: entre 404 050 km y 406 712 km

Considerando los valores extremos de los anteriores resulta que la distancia de la Luna a la Tierra variará en nuestro siglo en 50 337 km como máximo, cantidad importante que supone unos cuatro minutos de arco para el diámetro angular lunar, en más o en menos, un 8 % del diámetro angular medio de nuestro satélite.

## Magnitud y oscurecimiento
La magnitud de un eclipse solar es la fracción del diámetro solar ocultado por la Luna, mientras que el oscurecimiento se refiere a la fracción de la superficie solar que queda oculta. Son cantidades completamente distintas. La magnitud puede darse en forma decimal o como un porcentaje: hablaremos indistintamente de una magnitud 0,2 o del 20 %, por ejemplo.
Si el eclipse es total, se considera el cociente entre los diámetros angulares lunar y solar. En el momento de la totalidad este cociente valdrá uno o más, en el caso de una Luna nueva muy próxima al perigeo.
Por otra parte, no puede darse una correspondencia única entre magnitud y oscurecimiento porque debido a la variable distancia Tierra-Luna varía asimismo el diámetro angular de esta y a eclipses de igual magnitud no les corresponde siempre un mismo oscurecimiento. Esto se representa —de forma muy exagerada— en la figura de arriba: tanto en A como en B la magnitud es de 0,5 —oculta la mitad del diámetro solar—, pero el oscurecimiento —fracción de superficie solar tras la Luna— es mayor en A que en B.

## Inclinación de la órbita
En un eclipse, los centros del Sol, la Tierra y la Luna están alineados, estando la Luna siempre cerca de la línea que une la Tierra y el Sol. Si la órbita de la Luna estuviese sobre la eclíptica (plano de la órbita de la Tierra), en cada revolución lunar daría lugar a un eclipse de Sol durante el novilunio y a un eclipse de Luna durante el plenilunio, al cabo de unos quince días. En realidad, el plano de la órbita lunar está inclinado respecto a la eclíptica un ángulo de 5°8′13″, lo que motiva, la mayoría de las veces, que la Luna pase por encima o por debajo del Sol o por arriba o por debajo del cono de sombra de la Tierra sin que tenga lugar el eclipse. Solo habrá eclipses en las sizigias (palabra que engloba las conjunciones y oposiciones del Sol y la Luna) cuando el Sol esté cerca de los nodos de la Luna o puntos en que la órbita lunar corta a la elíptica. Este nombre proviene de que los eclipses siempre ocurren en la proximidad a dicho plano.
Si la alineación es bastante perfecta, la Luna está muy cerca del nodo durante la sizigia, o su latitud no excede de un determinado valor, ocurre un eclipse total. Si la coincidencia no es completa por no estar la Luna sobre la eclíptica, aunque sí cerca de ella, se produce un eclipse parcial, quedando el Sol parcialmente oculto por la Luna (eclipse parcial de sol) o está parcialmente inmersa en el cono de sombra de la Tierra (eclipse parcial de luna).

## Período Saros
Esta serie de condiciones son motivo de que los eclipses sean fenómenos raros que se reproducen al cabo de 223 lunaciones, o sea 18 años 11 días, y que se llama período Saros y que es múltiplo común de dos de las distintas revoluciones lunares.
En un año hay dos estaciones de eclipses cuando el Sol pasa cerca de los nodos. A lo largo de un año no pueden ocurrir menos de dos eclipses, que serán obligatoriamente de sol, ni más de 7: 5 de sol y 2 de Luna, 4 de sol y 3 de luna, 2 de sol y 5 de luna. Hay ocho eclipses cada seis lunaciones que se denominan series cortas. Tras un período Saros hay un eclipse homólogo muy similar, pero que va evolucionando a lo largo de los distintos Saros, formando una serie larga que puede durar unos 1280 años.

## Importancia histórica de los eclipses
Existen numerosas referencias históricas de este tipo de fenómenos en distintas épocas y culturas; así constan documentados eclipses en el año 709 a. C. en China o en el 332 a. C. en Babilonia. El eclipse solar más antiguo del que existe constancia sucedió en China el 24 de octubre de 2137 a. C., y al parecer costó la vida a los astrónomos reales Hsi y Ho, los cuales no supieron predecirlo a tiempo.[cita requerida]
Heródoto contó en su obra Historia que, en el sexto año de enfrentamientos entre lidios y medos, el día se convirtió en noche durante el transcurso de una batalla. En consecuencia, y asombrados por el acontecimiento, ambos bandos dejaron de pelear y concluyeron la paz. Los astrónomos han determinado que, si tal fenómeno fue un eclipse, este tuvo lugar el 28 de mayo del año 585 a. C., significando el día exacto más antiguo con que puede fecharse con absoluta certeza un hecho histórico. El mismo Heródoto mencionó que Tales de Mileto había predicho el eclipse, por lo que se le suele llamar eclipse de Tales.
Los eclipses de sol y de luna han representado mucho para el desarrollo científico. Fueron los griegos los que descubrieron el período Saros que les permitió predecir eclipses. Por otra parte, Aristarco de Samos (310 a. C.-230 a. C.) determinó por primera vez la distancia de la Tierra a la Luna mediante un eclipse total de Luna. Hiparco (194 a. C.-120 a. C.) descubrió la precesión de los equinoccios basándose en eclipses lunares totales cerca de los equinoccios y en unas tablas para el Sol, y mejoró la determinación de la distancia de la Tierra a la Luna realizada por Aristarco. Kepler propuso usar los eclipses de Luna como una señal absoluta para medir la longitud geográfica de un lugar sobre la Tierra.
Hacia 1695 Edmond Halley, comparando observaciones contemporáneas con registros históricos de antiguos eclipses, sugirió que la Luna se ha estado acelerando gradualmente en su órbita. Unos años más tarde, Richard Dunthorne cuantificó el efecto en diez segundos de arco/siglo en términos de la diferencia de longitud lunar. Hoy es sabido que lo que realmente está sucediendo es una ligerísima disminución en la velocidad de rotación de la Tierra. Durante siglos, el fenómeno de fricción de marea ha ido ralentizando la velocidad de rotación de la Tierra, de manera que la duración del día ha ido aumentando a un ritmo de 2,3 milisegundos cada siglo.
Durante el siglo XIX se produce un gran avance en espectroscopia que permite descubrir el helio en el Sol y Einstein resuelve el enigma del excesivo avance del perihelio de Mercurio y la curvatura de la luz cerca del Sol.

## Recomendaciones para ver un eclipse

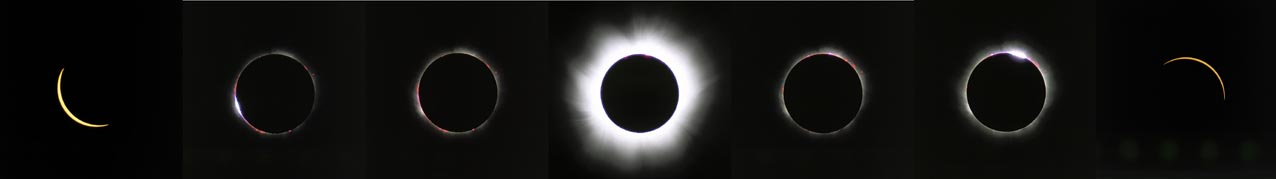
Sucesión de imágenes del eclipse solar del 11 de agosto de 1999.

Un eclipse es un fenómeno natural interesante; sin embargo, puede poner en riesgo la vista del observador, si no toma los cuidados necesarios para apreciar el fenómeno, ver por tiempo prolongado directamente el Sol puede provocar quemaduras en la retina y ceguera permanente.
Hay formas de apreciarlo sin comprometer la vista del observador:
- Filtro solar o gafas especiales, garantizados por el fabricante. De acuerdo con el Instituto de Astrofísica de Canarias, el cristal oscuro de soldador número 14, que puede adquirirse en ferreterías, puede proteger adecuadamente la vista durante unos segundos.[6] Los filtros caseros o gafas comunes no deben utilizarse nunca por el peligro que conllevan para los ojos humanos.
- Observación indirecta:

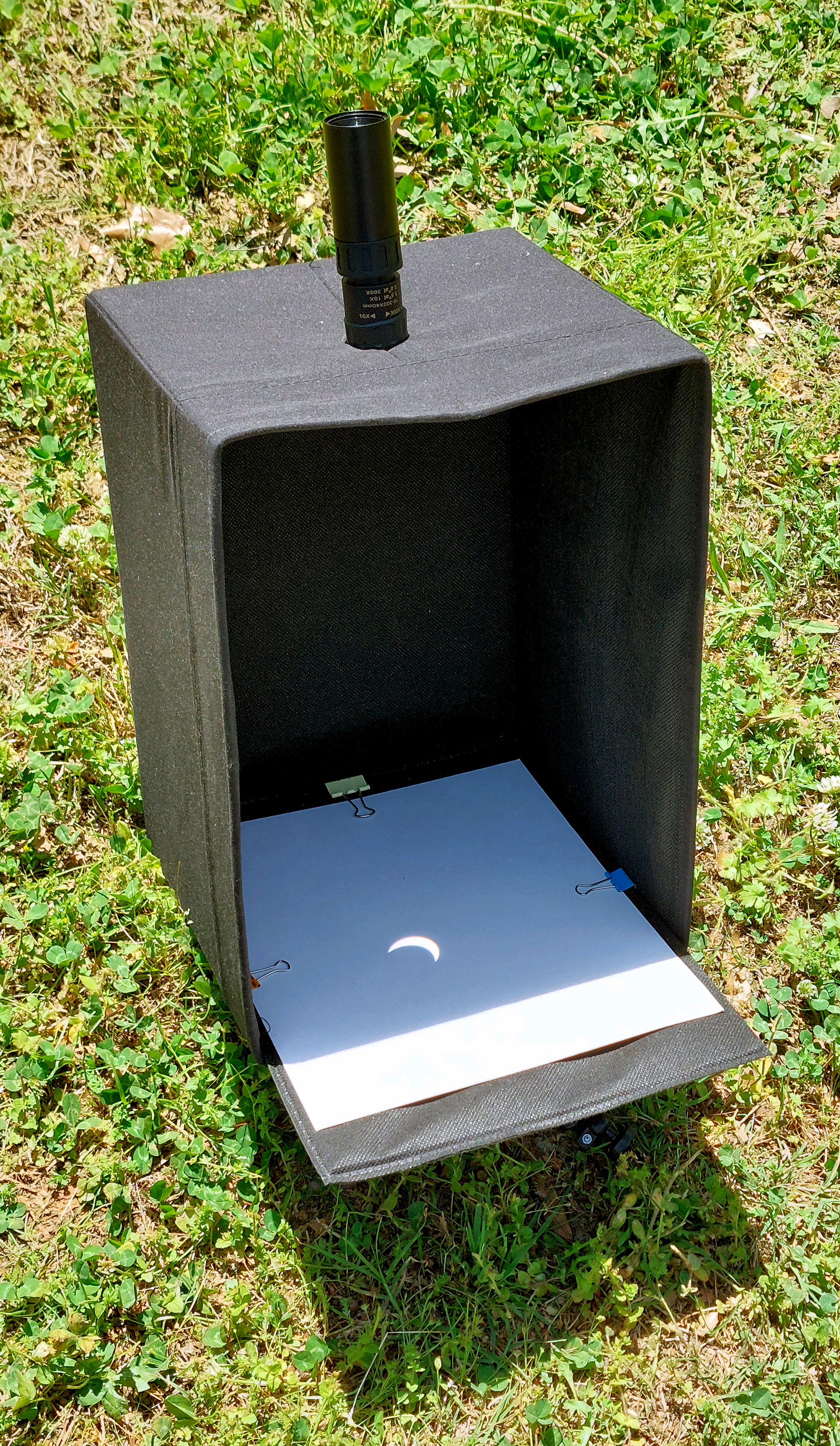
Proyección del eclipse solar del 8 de abril de 2024

- - Proyección a través de un agujero pequeño: se perfora un agujero diminuto, con la ayuda de un alfiler, en una hoja de cartón. Se hace pasar la luz solar a través del agujero y se proyecta sobre una hoja de papel o una superficie lisa.[7]
  - A través de la luz solar que se filtra a través de los árboles: las hojas superpuestas hacen las veces de agujeros de alfiler, lo que causa que se proyecten en el suelo o una pared varias imágenes en miniatura del eclipse.
  - Proyección con binoculares: se tapa uno de los lentes de los binoculares y se hace pasar la luz a través del lente abierto. Nunca ver el sol directamente a través de binoculares, ya que puede producir quemaduras graves e instantáneas en la retina.[6]
  - Proyección con telescopio: es una de las mejores técnicas para observar un eclipse. Se hace pasar la luz del Sol a través del telescopio y se proyecta sobre una superficie lisa. Se pueden observar algunos detalles de la superficie solar. Es recomendable utilizar los lentes de menor aumento, ya que producen imágenes más grandes y generan menos calor, protegiendo así el instrumento.
  - El horizonte: durante el punto máximo de un eclipse total de Sol puede apreciarse cómo todo el horizonte se ve iluminado alrededor del observador.[cita requerida]
  - Las reacciones de los animales: los animales son muy sensibles a este fenómeno.[8] En la etapa de oscurecimiento los animales de hábitos diurnos se preparan para dormir, mientras que otros reaccionan con nerviosismo. Durante el punto máximo, la mayor parte de los animales hace silencio.
  - Sombras: durante el punto de máxima ocultación se alteran las sombras de forma perceptible.

## Fotografía de eclipses solares

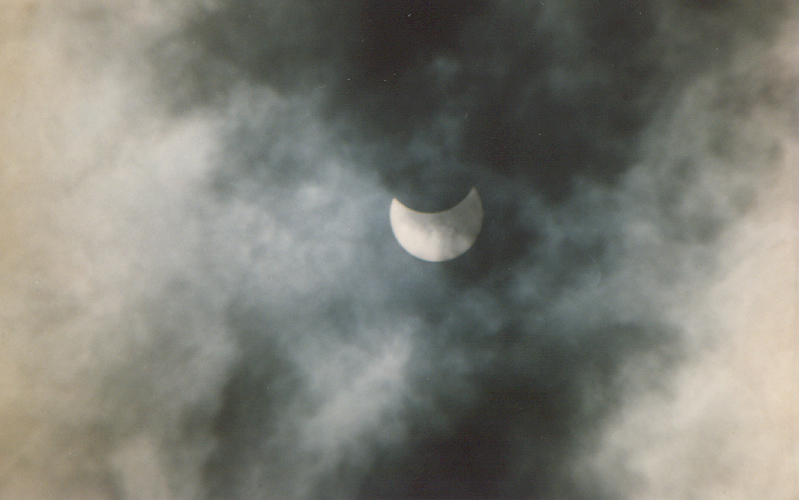
Fotografía con protección de filtro y de las nubes de la fase parcial antes del eclipse total del 11 de julio de 1991, Guanacaste, Costa Rica.

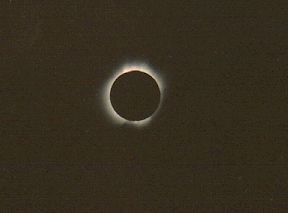
Fase de totalidad del eclipse total del 11 de julio de 1991, vista desde Guanacaste, Costa Rica. Esta es la única fase en que se puede observar y fotografiar el sol directamente.

La fotografía de un eclipse solar es una de las actividades astronómicas más fructíferas y a la vez de las más peligrosas. Se dice que es fructífera porque, si se ha tenido cuidado a la hora de apretar el disparador, el resultado será óptimo.
Pero a la vez es una actividad muy peligrosa, pues si no seguimos al pie de la letra los consejos de seguridad, podemos sufrir lesiones muy graves y permanentes que pueden variar desde un enrojecimiento de los ojos hasta una ceguera total.
Las medidas de obligado cumplimiento en toda observación solar son:
- No mirar jamás directamente al Sol.
- No mirar jamás directamente al Sol a través de gafas oscuras, películas veladas, radiografías o cristales ahumados con una vela.
- No mirar jamás directamente al Sol a través de lentes, lupas, oculares, gemelos, prismáticos, telescopios ni demás aparatos de ampliación de imágenes.
- No mirar jamás directamente al Sol a través del visor de las cámaras fotográficas, aun cuando esta sea del tipo réflex, salvo que se disponga de un filtro adecuado, y nunca más de un minuto seguido.Eclipse total de Sol en Valcheta, Argentina. El fenómeno se registró el 14 de diciembre de 2020.

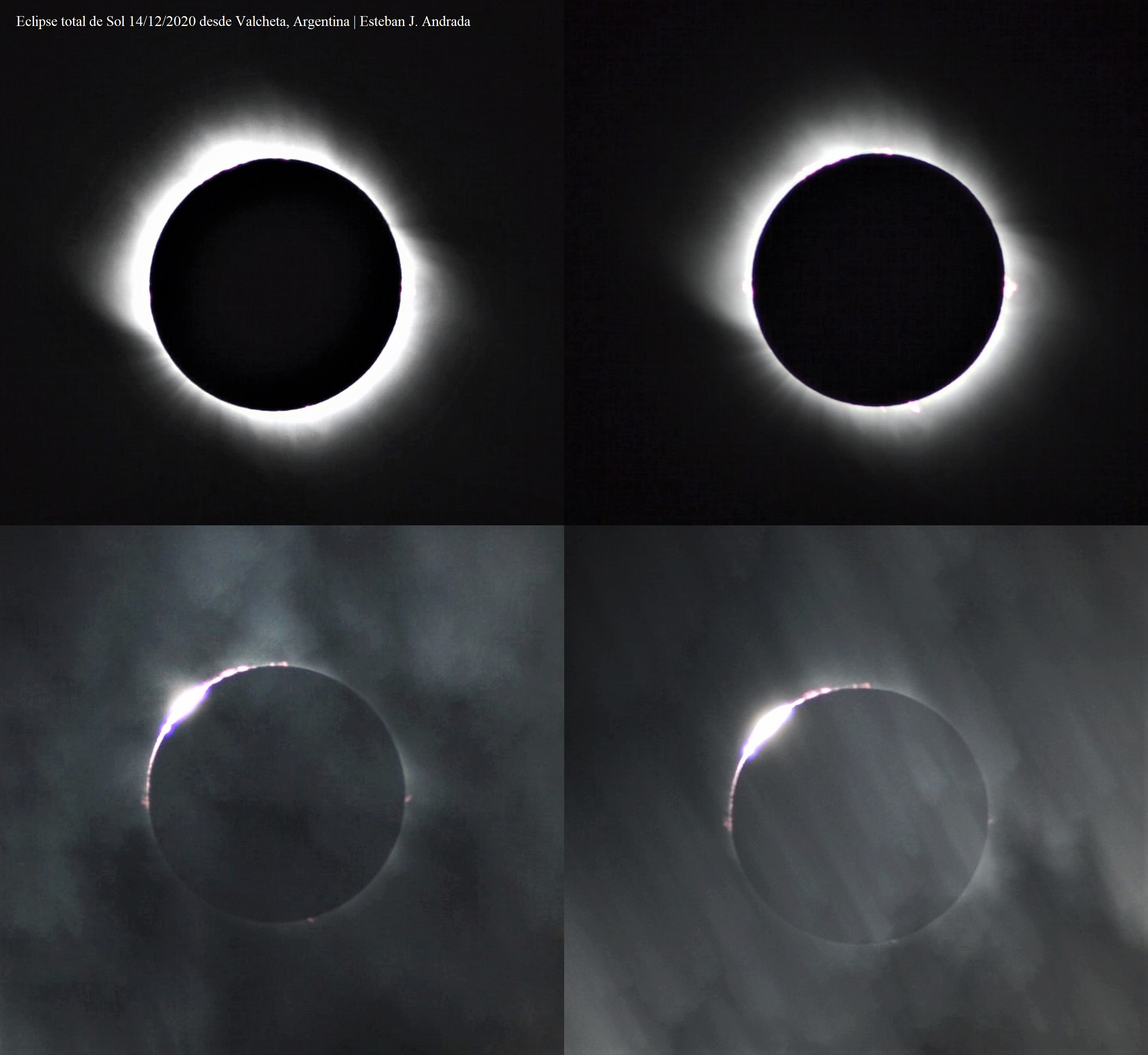
Eclipse total de Sol en Valcheta, Argentina. El fenómeno se registró el 14 de diciembre de 2020.

Una vez conocidas estas medidas de seguridad básica, se debe saber que para fotografiar el Sol sirve cualquier cámara de control manual, especialmente las del tipo SLR, siendo preferibles los objetivos de distancia focal larga, de manera que se pueda impresionar el Sol al mayor tamaño posible. Debemos saber que el diámetro lunar en película es el mismo que el solar, pudiendo emplear dicha tabla para calcular cuál será su tamaño final en el negativo ya impreso.
El objetivo ideal es un 500 mm, pues nos permite una imagen de casi 5 milímetros, con buenas posibilidades de ampliar la misma si deseamos crear un póster de nuestro trabajo.
Para tomar imágenes del Sol, ya sea de un eclipse o de las manchas solares, debemos contar con buenos filtros solares que nos protejan de la radiación infrarroja.
Mucho se ha hablado acerca de los filtros caseros, si bien es muy importante decir que solo son seguros aquellos filtros destinados únicamente a la función de filtrar la luz, dejando las radiografías, los cristales ahumados, los negativos velados y otros similares para otras funciones que no sean la de asegurar nuestra vista.
Lo ideal es emplear unas gafas de eclipse, fabricadas expresamente para observar este tipo de eventos y de venta en ópticas a un precio muy asequible, o un filtro del tipo mylar, ideado para la observación y fotografía solar, si bien podemos disponer como sustituto de un cristal inactínico de soldadura eléctrica de tono superior a doce, pues los inferiores no protegen de las fatales radiaciones.
Conviene recordar que jamás debemos observar a través de estos filtros más de un minuto seguido. Los filtros deben necesariamente ser instalados delante del objetivo del telescopio, y nunca detrás del ocular, pues corremos el riesgo de que el calor concentrado por las lentes haga estallar el cristal del filtro con el consiguiente peligro de lesiones en los ojos.
Si utilizamos una cámara con teleobjetivo, el filtro deberá ir instalado de forma estable delante de la óptica; por ello es necesario disponer de una máquina del tipo réflex o SLR que nos permita observar justo lo que vamos a fotografiar.
Es recomendable emplear un filme de baja sensibilidad, entre 50 y 100 ASA, o menos si es posible.
Debido a que el brillo de la superficie solar no sufre variaciones a lo largo del eclipse, no es necesario compensar la exposición excepto durante las breves fases de totalidad, en que habrá que abrir en un par de puntos el diafragma.
Siempre es recomendable hacer ensayos previos con la película elegida, para así calcular los tiempos de exposición y diafragmas necesarios para una buena toma.

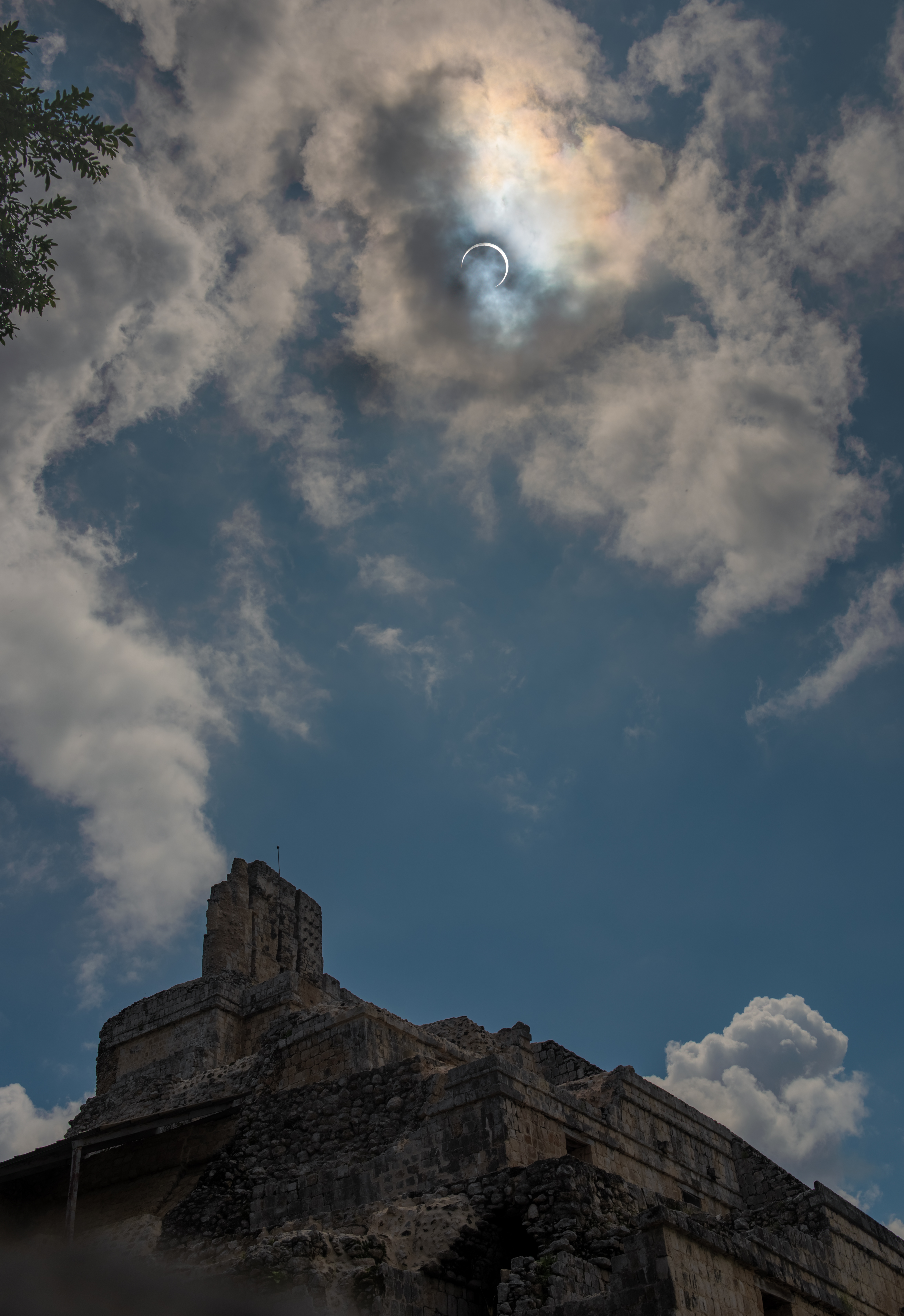
Eclipse anular 2023 desde Edzna, Campeche, México.

Lo que sigue es una tabla para la fotografía de un eclipse solar con film de 100 ASA (21 DIN) a f11. 
- corona externa: 2 segundos
- corona interna: 1/4 segundo
- protuberancias: 1/60 segundo
- anillo de diamantes: 1/25 segundo
- cromosfera: 1/500 segundo
- perlas de Baily: 1/1000 segundo

Una buena opción para documentar un eclipse es realizar todas las tomas en un único negativo, siendo necesario disponer entonces de una cámara capaz de hacer exposiciones múltiples.
Dado que el Sol se mueve en el cielo a una velocidad de 15 grados por hora, con un objetivo de 35-50 mm el astro irá pasando por el campo de visión. Si orientamos la cámara en dirección sur, de manera que el Sol recorra en diagonal el fotograma, emplearemos algo más de tres horas para llenar el negativo con distintas imágenes solares y con distintas fases igualmente.
Para obtener imágenes claras, será necesario disparar el obturador cada 5 minutos, siendo imprescindible que la cámara se encuentre dispuesta en un trípode estable, y que las tomas se realicen con la ayuda de un disparador de cable para evitar vibraciones. Una vez que el Sol se encuentra en la franja de totalidad, se quitará el filtro, haciendo una imagen de un segundo de exposición para resaltar la corona en su máximo esplendor.
Si no disponemos de una cámara de exposiciones múltiples, se puede seguir el Sol manualmente, y realizar imágenes cada 10 minutos, obteniendo así una gama completa de imágenes solares en sus distintas fases.

## Galería de imágenes
|                                                        |
| Animación del eclipse solar del 3 de noviembre de 2013 |

|                                                     |
| Animación del eclipse solar del 22 de julio de 2009 |

|                                                     |
| Animación del eclipse solar del 1 de agosto de 2008 |

|                                                      |
| Animación del eclipse solar del 3 de octubre de 2005 |

|                                                     |
| Animación del eclipse solar del 29 de marzo de 2006 |

|                                                    |
| Animación del eclipse solar del 4 de enero de 2011 |

|                                                     |
| Animación del eclipse solar del 11 de julio de 1991 |

|                                                         |
| Animación del eclipse solar del 14 de diciembre de 2020 |

|                                                       |
| Animación del eclipse solar del 26 de febrero de 2017 |

|                                        |
| Eclipse solar del 5 de febrero de 2000 |

|                                                         |
| Tránsito del eclipse solar del 11 de septiembre de 2007 |